# 2023–2024-es UEFA Európa Konferencia Liga (selejtezők, bajnoki ág)
A 2023–2024-es UEFA Európa Konferencia Liga selejtezőit négy fordulóban bonyolították le 2023. július 13. és augusztus 31. között. A bajnoki ágon összesen 23 csapat vett részt, melyből 5 csapat jutott be a 32 csapatos csoportkörbe.

## Lebonyolítás
A bajnoki ág a következő fordulókat tartalmazta:
- 2. selejtezőkör (16 csapat): 13 csapat lépett be a körben (a BL előselejtezőjének 3 kiesője és a BL 1. selejtezőkörének 15 kiesője).
- 3. selejtezőkör (10 csapat): 2 csapat lépett be a körben (a BL 1. selejtezőkörének 2 kiesője), és 8 győztes a 2. selejtezőkörből.
- Rájátszás (10 csapat): : 5 csapat lépett be a körben (az EL 3. selejtezőkörének 5 kiesője), és 5 győztes a 3. selejtezőkörből.

A rájátszás 5 győztes csapata továbbjutott a csoportkörbe.

## Fordulók és időpontok
A mérkőzések időpontjai a következők (az összes sorsolást az UEFA székházában Nyonban, Svájcban tartották).
| Forduló    | Sorsolás dátuma    | 1. mérkőzés         | 2. mérkőzés         |
| ---------- | ------------------ | ------------------- | ------------------- |
| 2. forduló | 2023. június 21.   | 2023. július 27.    | 2023. augusztus 3.  |
| 3. forduló | 2023. július 24.   | 2023. augusztus 10. | 2023. augusztus 17. |
| Rájátszás  | 2023. augusztus 7. | 2023. augusztus 24. | 2023. augusztus 31. |

## 2. selejtezőkör
A 2. selejtezőkör sorsolását 2023. június 21-én, 13 órától tartották.

### 2. selejtezőkör, kiemelés
A 2. selejtezőkörben 16 csapat vett részt. A csapatok a sorsolás időpontjában ismeretlenek voltak.
- Kiemelt csapatok: 13 csapat az UEFA-bajnokok ligája 1. selejtezőkörének veszteseként. 2 csapat játék nélküli kiemelést kapott és automatikusan a 3. selejtezőkörbe került, amelyet az 1. selejtezőkör sorolását követően egy külön sorsolással határoztak meg.
- Nem kiemelt csapatok: 3 csapat az UEFA-bajnokok ligája előselejtezőjének kiesői

A csapatokat három csoportra osztották, amelyben öt, illetve három csapat kiemelt és egy csapat nem kiemelt volt. A sorsoláskor előbb a nem kiemelt csapatokat sorsolták valamelyik kiemelttel, ezt követően a maradék kiemelt csapatokat sorsolták össze. Az elsőként kisorsolt csapat volt az első mérkőzés pályaválasztója.
| 1. csoport                                                                     | 1. csoport  | 2. csoport                                                                 | 2. csoport                | 3. csoport                   | 3. csoport            |
| Kiemelt                                                                        | Nem kiemelt | Kiemelt                                                                    | Nem kiemelt               | Kiemelt                      | Nem kiemelt           |
| ------------------------------------------------------------------------------ | ----------- | -------------------------------------------------------------------------- | ------------------------- | ---------------------------- | --------------------- |
| - Ferencváros - Swift Hesperange - Shamrock Rovers - The New Saints - Valmiera | - Tre Penne | - Farul Constanța - Partizani - Dinamo Tbiliszi - Ħamrun Spartans - Urartu | - Atlètic Club d’Escaldes | - Ballkani - Sztruga - Larne | - Budućnost Podgorica |

### 2. selejtezőkör, párosítások
Az első mérkőzéseket július 25-én, 26-án és 27-én, a második mérkőzéseket augusztus 1-jén és 3-án játszották. A párosítások győztesei a 3. selejtezőkörbe jutottak, a vesztesek kiestek.

| 1. csapat               | Össz.   | 2. csapat           | 1. mérk. | 2. mérk. |
| ----------------------- | ------- | ------------------- | -------- | -------- |
| Lincoln Red Imps        | kiemelt |                     |          |          |
| Flora                   | kiemelt |                     |          |          |
| Tre Penne               | 0–10    | Valmiera            | 0–3      | 0–7      |
| Ferencváros             | 6–0     | Shamrock Rovers     | 4–0      | 2–0      |
| The New Saints          | 3–4     | Swift Hesperange    | 1–1      | 2–3      |
| Atlètic Club d’Escaldes | 1–5     | Partizani           | 0–1      | 1–4      |
| Ħamrun Spartans         | 3–1     | Dinamo Tbiliszi     | 2–1      | 1–0      |
| Farul Constanța         | 6–4     | Urartu              | 3–2      | 3–2      |
| Sztruga                 | 5–3     | Budućnost Podgorica | 1–0      | 4–3      |
| Ballkani                | 7–1     | Larne               | 3–0      | 4–1      |

### 2. selejtezőkör, mérkőzések
| 2023. július 25. 20:45 |

| Tre Penne | 0–3               | Valmiera               |
| --------- | ----------------- | ---------------------- |
|           | (0–1) Jegyzőkönyv | Mena 33' 54' Ndoye 47' |

| Stadio Olimpico di San Marino, Serravalle Játékvezető: Miloš Bošković (montenegrói) |

| 2023. augusztus 1. 17:00 (18:00 EEST) |

| Valmiera                                                                            | 7–0               | Tre Penne |
| ----------------------------------------------------------------------------------- | ----------------- | --------- |
| Toņiševs 3' 68' Nigretti 6' (öngól) Veips 9' Kayramani 12' Ndoye 73' Jaunzems 90+3' | (4–0) Jegyzőkönyv |           |

| Jānis Daliņš Stadium, Valmiera Játékvezető: Tomas Klima (cseh) |

| 2023. július 27. 19:00 |

| Ferencváros                                   | 4–0               | Shamrock Rovers |
| --------------------------------------------- | ----------------- | --------------- |
| Sigér 16' Ramírez 32' Traoré 47' Varga B. 74' | (2–0) Jegyzőkönyv |                 |

| Groupama Aréna, Budapest Játékvezető: Ashot Ghaltakhchyan (örmény) |

| 2023. augusztus 3. 21:00 (20:00 IST) |

| Shamrock Rovers | 0–2               | Ferencváros                |
| --------------- | ----------------- | -------------------------- |
|                 | (0–1) Jegyzőkönyv | Zachariassen 31' Mmaee 90' |

| Tallaght Stadion, Tallaght Játékvezető: Tomasz Musiał (lengyel) |

| 2023. július 25. 20:00 (19:00 BST) |

| The New Saints | 1–1               | Swift Hesperange |
| -------------- | ----------------- | ---------------- |
| Holden 74'     | (0–1) Jegyzőkönyv | Simão 14'        |

| Park Hall, Oswestry Játékvezető: Jasper Vergoote (belga) |

| 2023. augusztus 1. 20:00 |

| Swift Hesperange                | 3–2               | The New Saints                        |
| ------------------------------- | ----------------- | ------------------------------------- |
| Stolz 2' Alioui 62' Martins 66' | (1–1) Jegyzőkönyv | McManus 22' (11-esből) 71' (11-esből) |

| Stade de Luxembourg, Luxembourg Játékvezető: Ishmael Barbara (máltai) |

| 2023. július 25. 17:00 |

| Atlètic Club d’Escaldes | 0–1               | Partizani |
| ----------------------- | ----------------- | --------- |
|                         | (0–0) Jegyzőkönyv | Mba 53'   |

| Estadi Comunal d’Andorra la Vella, Andorra la Vella Játékvezető: Robert Ian Jenkins (walesi) |

| 2023. augusztus 1. 20:45 |

| Partizani                              | 4–1               | Atlètic Club d’Escaldes |
| -------------------------------------- | ----------------- | ----------------------- |
| Cara 28' 45+1' Rrapaj 64' Grezda 90+5' | (2–0) Jegyzőkönyv | Lopez 90+4' (11-esből)  |

| Arena Kombëtare, Tirana Játékvezető: Zaven Hovhannisyan (örmény) |

| 2023. július 25. 20:00 |

| Ħamrun Spartans | 2–1               | Dinamo Tbiliszi |
| --------------- | ----------------- | --------------- |
| Mbong 81' 90+8' | (0–0) Jegyzőkönyv | Marušić 60'     |

| Centenary Stadion, Ta’ Qali Játékvezető: Miloš Gigovic (bosznia-hercegovinai) |

| 2023. augusztus 3. 18:00 (20:00 GET) |

| Dinamo Tbiliszi | 0–1               | Ħamrun Spartans |
| --------------- | ----------------- | --------------- |
|                 | (0–1) Jegyzőkönyv | Đuranović 45+2' |

| Borisz Paicsadze Stadion, Tbiliszi Játékvezető: Viktor Shimusik (fehérorosz) |

| 2023. július 27. 19:30 (20:30 EEST) |

| Farul Constanța                     | 3–2               | Urartu                   |
| ----------------------------------- | ----------------- | ------------------------ |
| Băluță 27' Mazilu 45+4' Larie 90+5' | (2–2) Jegyzőkönyv | Maksimenko 23' Zotko 38' |

| Stadionul Viitorul, Ovidiu Játékvezető: Martin Dohál (szlovák) |

| 2023. augusztus 3. 17:00 (19:00 AMT) |

| Urartu              | 2–3               | Farul Constanța              |
| ------------------- | ----------------- | ---------------------------- |
| Antwi 11' Sabua 47' | (1–0) Jegyzőkönyv | Nedelcu 53' Alibec 57' 90+1' |

| Urartu Stadion, Jereván Játékvezető: Tom Owen (walesi) |

| 2023. július 26. 17:00 |

| Sztruga     | 1–0               | Budućnost Podgorica |
| ----------- | ----------------- | ------------------- |
| Ibraimi 30' | (1–0) Jegyzőkönyv |                     |

| SRC Biljanini Izvori, Ohrid Játékvezető: Artyom Kuchin (kazak) |

| 2023. augusztus 1. 21:00 |

| Budućnost Podgorica                         | 3–4               | Sztruga                           |
| ------------------------------------------- | ----------------- | --------------------------------- |
| Đuričković 7' Va. Adžić 45+9' Sekulović 82' | (2–2) Jegyzőkönyv | Radeski 11' 45+3' 74' Ibraimi 66' |

| Podgorica városi stadion, Podgorica Játékvezető: David Munro (skót) |

| 2023. július 25. 20:45 |

| Ballkani                                        | 3–0               | Larne |
| ----------------------------------------------- | ----------------- | ----- |
| Rrahmani 26' (11-esből) Kryeziu 33' Gripshi 67' | (2–0) Jegyzőkönyv |       |

| Fadil Vokrri Stadion, Pristina Játékvezető: Denys Shurman (ukrán) |

| 2023. augusztus 3. 20:30 (19:30 BST) |

| Larne                | 1–4               | Ballkani                                 |
| -------------------- | ----------------- | ---------------------------------------- |
| Bonis 60' (11-esből) | (0–2) Jegyzőkönyv | Gripshi 27' 36' Rrahmani 46' Kryeziu 66' |

| Solitude, Belfast Játékvezető: Vilhjalmur Thorarinsson (izlandi) |

## 3. selejtezőkör
A 3. selejtezőkör sorsolását 2023. július 24-én tartották.

### 3. selejtezőkör, kiemelés
A 3. selejtezőkörben 10 csapat vett részt, melyből 8 az UEFA-bajnokok ligája 2. selejtezőkörének vesztese volt, 2 csapat pedig az UEFA-bajnokok ligája 1. selejtezőkörének vesztes csapataként játék nélküli kiemelést kapott és automatikusan a 3. selejtezőkörbe került.
A csapatokat kettő csoportra osztották, kiemelést nem alkalmaztak. A sorsoláskor a csoportokban lévő csapatokat egymással sorsolták. Az elsőként kisorsolt csapat volt az első mérkőzés pályaválasztója.
- T: A 2. selejtezőkörből továbbjutott csapat, a sorsoláskor nem volt ismert.

| 1. csoport                                                                                           | 2. csoport                                                             |
| --- | ---------------------------------------------------------------------- |
| - Flora - Valmiera (T) - Ħamrun Spartans (T) - Ferencváros (T) - Partizani (T) - Farul Constanța (T) | - Lincoln Red Imps - Swift Hesperange (T) - Sztruga (T) - Ballkani (T) |

### 3. selejtezőkör, párosítások
Az első mérkőzéseket augusztus 10-én, a második mérkőzéseket augusztus 17-én játszották. A párosítások győztesei a rájátszásba jutottak, a vesztesek kiestek.

| 1. csapat       | Össz. | 2. csapat        | 1. mérk. | 2. mérk. |
| --------------- | ----- | ---------------- | -------- | -------- |
| Ħamrun Spartans | 2–8   | Ferencváros      | 1–6      | 1–2      |
| Farul Constanța | 5–0   | Flora            | 3–0      | 2–0      |
| Valmiera        | 1–3   | Partizani        | 1–2      | 0–1      |
| Ballkani        | 5–1   | Lincoln Red Imps | 2–0      | 3–1      |
| Sztruga         | 4–3   | Swift Hesperange | 3–1      | 1–2      |

### 3. selejtezőkör, mérkőzések
| 2023. augusztus 10. 19:30 |

| Ħamrun Spartans | 1–6               | Ferencváros                                                 |
| --------------- | ----------------- | ----------------------------------------------------------- |
| Montebello 89'  | (0–1) Jegyzőkönyv | Abu Fani 3' Zachariassen 51' Varga B. 53' 56' 65' Owusu 90' |

| Centenary Stadion, Ta′ Qali Játékvezető: Eldorjan Hamiti (albán) |

| 2023. augusztus 17. 19:00 |

| Ferencváros             | 2–1               | Ħamrun Spartans |
| ----------------------- | ----------------- | --------------- |
| Traoré 41' Varga B. 69' | (1–1) Jegyzőkönyv | Mbong 6'        |

| Groupama Aréna, Budapest Játékvezető: Georgi Davidov (bolgár) |

| 2023. augusztus 10. 19:30 (20:30 EEST) |

| Farul Constanța                      | 3–0               | Flora |
| ------------------------------------ | ----------------- | ----- |
| Alibec 48' Budescu 80' Queirós 90+5' | (0–0) Jegyzőkönyv |       |

| Stadionul Viitorul, Ovidiu Játékvezető: Ioannis Papadopoulos (görög) |

| 2023. augusztus 17. 18:00 (19:00 EEST) |

| Flora | 0–2               | Farul Constanța           |
| ----- | ----------------- | ------------------------- |
|       | (0–2) Jegyzőkönyv | Rivaldinho 3' Budescu 18' |

| Lilleküla Stadion, Tallinn Játékvezető: Luka Bilbija (bosznia-hercegovinai) |

| 2023. augusztus 10. 19:00 (20:00 EEST) |

| Valmiera  | 1–2               | Partizani           |
| --------- | ----------------- | ------------------- |
| Souza 27' | (1–0) Jegyzőkönyv | Cara 58' Grezda 76' |

| Skonto Stadion, Riga Játékvezető: Joni Hyytiä (finn) |

| 2023. augusztus 17. 20:00 |

| Partizani           | 1–0               | Valmiera |
| ------------------- | ----------------- | -------- |
| Cara 21' (11-esből) | (1–0) Jegyzőkönyv |          |

| Elbasan Aréna, Elbasan Játékvezető: Sandi Putros (dán) |

| 2023. augusztus 10. 20:45 |

| Ballkani                | 2–0               | Lincoln Red Imps |
| ----------------------- | ----------------- | ---------------- |
| Korenica 59' Trashi 62' | (0–0) Jegyzőkönyv |                  |

| Fadil Vokrri Stadion, Pristina Játékvezető: Kristoffer Karlsson (svéd) |

| 2023. augusztus 17. 18:00 |

| Lincoln Red Imps | 1–3               | Ballkani                        |
| ---------------- | ----------------- | ------------------------------- |
| Juampe 66'       | (0–0) Jegyzőkönyv | Korenica 48' Kuč 64' Zyba 90+8' |

| Victoria Stadion, Gibraltár Játékvezető: Kristoffer Hagenes (norvég) |

| 2023. augusztus 10. 17:00 |

| Sztruga                                   | 3–1               | Swift Hesperange |
| ----------------------------------------- | ----------------- | ---------------- |
| Ibraimi 23' 40' (11-esből) 77' (11-esből) | (2–0) Jegyzőkönyv | Stolz 46'        |

| Petar Miloševski Training Centre, Szkopje Játékvezető: Jakob Alexander Sundberg (dán) |

| 2023. augusztus 17. 20:00 |

| Swift Hesperange              | 2–1               | Sztruga     |
| ----------------------------- | ----------------- | ----------- |
| Hemkemeier 70' Akhalaia 90+4' | (0–1) Jegyzőkönyv | Ibraimi 17' |

| Stade de Luxembourg, Luxembourg Játékvezető: Helgi Mikael Jónasson (izlandi) |

## Rájátszás
A rájátszás sorsolását 2023. augusztus 7-én tartották.

### Rájátszás, kiemelés
A rájátszásban 10 csapat vett részt.
- Kiemeltek: 5 kieső az Európa-liga 3. selejtezőkörének bajnoki ágának veszteseként.
- Nem kiemeltek: 5 továbbjutó a 3. selejtezőkör, bajnoki ágáról.

A csapatok a sorsoláskor nem voltak ismertek. Az elsőként kisorsolt volt az első mérkőzés pályaválasztója.
| 1. csoport                           | 1. csoport                       | 2. csoport                                  | 2. csoport                                          |
| Kiemelt                              | Nem kiemelt                      | Kiemelt                                     | Nem kiemelt                                         |
| ------------------------------------ | -------------------------------- | ------------------------------------------- | --------------------------------------------------- |
| - Žalgiris (EL) - BATE Bariszav (EL) | - Ferencváros (T) - Ballkani (T) | - Breiðablik (EL) - HJK (EL) - Asztana (EL) | - Partizani (T) - Farul Constanța (T) - Sztruga (T) |

### Rájátszás, párosítások
Az első mérkőzéseket augusztus 24-én, a második mérkőzéseket augusztus 31-én játszották. A párosítások győztesei a csoportkörbe jutottak, a vesztesek kiestek.

| 1. csapat       | Össz. | 2. csapat     | 1. mérk. | 2. mérk. |
| --------------- | ----- | ------------- | -------- | -------- |
| Ballkani        | 4–2   | BATE Bariszav | 4–1      | 0–1      |
| Žalgiris        | 0–7   | Ferencváros   | 0–4      | 0–3      |
| Sztruga         | 0–2   | Breiðablik    | 0–1      | 0–1      |
| Farul Constanța | 2–3   | HJK           | 2–1      | 0–2      |
| Asztana         | 2–1   | Partizani     | 1–0      | 1–1      |

### Rájátszás, mérkőzések
| 2023. augusztus 24. 20:30 |

| Ballkani                              | 4–1               | BATE Bariszav |
| ------------------------------------- | ----------------- | ------------- |
| Jashanica 31' Tolaj 58' 66' Thaqi 89' | (1–1) Jegyzőkönyv | Laptev 10'    |

| Fadil Vokrri Stadion, Pristina Játékvezető: Volen Chinkov (bolgár) |

| 2023. augusztus 31. 20:00 |

| BATE Bariszav | 1–0               | Ballkani |
| ------------- | ----------------- | -------- |
| Kontsevoy 30' | (1–0) Jegyzőkönyv |          |

| Városi stadion, Mezőkövesd, Magyarország Játékvezető: Juri Frischer (észt) |

| 2023. augusztus 24. 18:00 |

| Žalgiris | 0–4               | Ferencváros                                      |
| -------- | ----------------- | ------------------------------------------------ |
|          | (0–1) Jegyzőkönyv | Traoré 17' 84' Varga B. 65' (11-esből) Pešić 75' |

| LFF Stadium, Vilnius Játékvezető: Igor Stojchevski (északmacedón) |

| 2023. augusztus 31. 20:00 |

| Ferencváros                           | 3–0               | Žalgiris |
| ------------------------------------- | ----------------- | -------- |
| Traoré 4' 48' Varga B. 42' (11-esből) | (2–0) Jegyzőkönyv |          |

| Groupama Aréna, Budapest Játékvezető: Urs Schnyder (svájci) |

| 2023. augusztus 24. 17:00 |

| Sztruga | 0–1               | Breiðablik       |
| ------- | ----------------- | ---------------- |
|         | (0–1) Jegyzőkönyv | Gunnlaugsson 35' |

| SRC Biljanini Izvori, Ohrid Játékvezető: Damian Sylwestrzak (lengyel) |

| 2023. augusztus 31. 18:45 (16:45 WET) |

| Breiðablik   | 1–0               | Sztruga |
| ------------ | ----------------- | ------- |
| Einarsson 3' | (1–0) Jegyzőkönyv |         |

| Kópavogsvöllur, Kópavogur Játékvezető: Daniel Schlager (német) |

| 2023. augusztus 24. 19:00 (20:00 EEST) |

| Farul Constanța            | 2–1               | HJK        |
| -------------------------- | ----------------- | ---------- |
| Rivaldinho 58' Popescu 82' | (0–0) Jegyzőkönyv | Toivio 50' |

| Stadionul Viitorul, Ovidiu Játékvezető: Philip Farrugia (máltai) |

| 2023. augusztus 31. 20:00 |

| HJK               | 2–0               | Farul Constanța |
| ----------------- | ----------------- | --------------- |
| Radulović 20' 70' | (1–0) Jegyzőkönyv |                 |

| Bolt Aréna, Helsinki Játékvezető: Sebastian Gishamer (osztrák) |

| 2023. augusztus 24. 16:00 (20:00 ALMT) |

| Asztana    | 1–0               | Partizani |
| ---------- | ----------------- | --------- |
| Lončar 41' | (1–0) Jegyzőkönyv |           |

| Asztana Aréna, Asztana Játékvezető: Don Robertson (skót) |

| 2023. augusztus 31. 20:00 |

| Partizani     | 1–1               | Asztana     |
| ------------- | ----------------- | ----------- |
| Bintsouka 25' | (1–0) Jegyzőkönyv | Tomasov 46' |

| Elbasan Aréna, Elbasan Játékvezető: Abdulkadir Bitigen (török) |